# Clara Immerwahr
Clara Immerwahr   (Wojczyce, 21 de juny de 1870 - Dahlem, 2 de maig de 1915) fou una química alemanya i sufragista, la primera dona d'aconseguir un doctorat en Química a una universitat alemanya.

## Biografia
Va néixer a Polkendorff —contemporània Wojczyce—, prop de Breslau, filla del profesor i químic Philipp Immerwahr. El 1890, la seva mare va morir de càncer, i es va traslladar amb el seu pare a Breslau. Va estudiar a la Universitat de Breslau i es va llicenciar i doctorar maxima cum laude el 1900, en Química Física sota supervisió del professor Richard Abegg, amb la tesi Beiträge zur Löslichkeitsbestimmung schwerlöslicher Salze des Quecksilbers, Kupfers, Bleis, Cadmiums und Zinks —Contribucions a la solubilitat de les sals poc solubles de mercuri, coure, plom, cadmi i zinc. Va començar a treballar amb el professor Abegg com a assistent de laboratori, com a investigadora a Clausthal, va ser convidada a comentar presentacions de tesis doctorals i donar conferències a organitzacions i institucions de dones, sobre Física i Química.
El 1901 es va casar amb el també químic Fritz Haber, pioner en fertilitzants químics entre d'altres. Les expectatives socials de l'època eren que el lloc per una dona casada era mantenir la casa conjugal, per tant la seva capacitat per a dur a terme investigacions va esdevenir molt limitada. Va participar en les investigacions del seu marit, en els seus llibres sobre la termodinàmica dels gasos, sense reconeixement, i va traduir les seves obres a l'anglès, entre d'altres.
Durant la Primera Guerra Mundial, el seu marit es va convertir en un ferm patriota i partidari del bàndol alemany, i va concentrar les seves investigacions en el desenvolupament d'armes químiques i gasos verinosos. Immerwahr, pacifista, s'oposà fermament al treball del seu marit, va descriure les seves recerques com «una perversió de la ciència» —eine Perversion der Wissenschaft—; després de moltes disputes i, de fer-se servir un dels gasos desenvolupats pel seu marit sobre França amb resultat de 18.000 víctimes, es va suïcidar disparant-se un tret al pit amb la pistola militar de Haber.
El matí després de la seva mort, Haber va marxar a organitzar el primer atac amb gas contra els russos al front oriental; el seu suïcidi es va mantenir en secret, només un petit diari local va informar, sis dies després, que «l'esposa del Dr. Haber, actualment al front, ha posat fi a la seva vida en dispar-se un tret […] Els motius d'aquesta infeliç dona es desconeixen».

## Obra i llegat
Va escriure diversos texts científics, entre els quals es troben la seva tesi doctoral Beiträge zur Löslichkeitsbestimmung schwerlöslicher Salze des Quecksilbers, Kupfers, Bleis, Cadmiums und Zinks (1900), Potentiale von CU-Elektroden in Lösungen analytisch wichtiger CU-Niederschläge (1900), Zur Kenntnis der Löslichkeit von Schwermetallniederschlägen auf elektrochemischem Wege (1901) o Über den Einfluss des Bindemittels auf den photochemischen Effect in Bromsilberemulsionen und die fotochemische Induction.
Com a llegat, la secció alemanya d'Associació Internacional de Metges per a la Prevenció de la Guerra Nuclear (IPPNW) va establir i atorgar, el 1991, el seu premi més prestigiós, la «Medalla Clara Immerwahr», contra les armes i la guerra.